# Víctor Muñoz
Víctor Muñoz Manrique (Zaragoza, España, 15 de marzo de 1957), conocido como Víctor Muñoz o simplemente Víctor, es un exfutbolista y entrenador español, considerado como la figura aragonesa del fútbol más importante de todos los tiempos.  
Formado hasta categoría juvenil en el Club Deportivo Boscos de Zaragoza, ficha por el Deportivo Aragón, donde completará una temporada antes de que le haga debutar Lucien Müller frente al Fútbol Club Barcelona el 21 de noviembre de 1976. Destacó en el Real Zaragoza, el F. C. Barcelona y la selección española y ha pasado a la historia como uno de los futbolistas más icónicos de la década de los años 80. Fue el primer jugador español, desde los años 60, en jugar en la Liga italiana, al ser fichado por la Sampdoria de Génova en 1988. Jugaba como centrocampista y destacaba por su impresionante fortaleza física: Luis Aragonés lo señaló como el futbolista más potente que nunca había entrenado. No obstante, César Luis Menotti, su técnico en el F.C.Barcelona, subrayó que "Víctor es mucho más creativo de lo que la gente cree". En el Mundial de México de 1986 fue señalado como el "mejor centrocampista de presión" del campeonato. Vujadin Boškov, su entrenador en el Real Zaragoza de los 70 y luego en la Sampdoria, lo destacó como "el jugador más bravo que ha dado el fútbol español". Como entrenador marcó historia en el equipo en el que se formó, el Real Zaragoza, con el que en 2004, después de eludir el descenso a Segunda División, logró la Copa del Rey y la Supercopa de España.

## Trayectoria

### Como jugador
Jugó en el equipo de su colegio, el Boscos de Salesianos, hasta que con 18 años fue fichado por el Aragón, equipo filial del Real Zaragoza entrenado por Manuel Villanova. El 21-XI-1976 debutó con el Real Zaragoza , donde permaneció un periodo de cinco años que le permitió madurar como futbolista y durante el que tuvo de compañeros a grandes jugadores de diferentes generaciones como José Luis Violeta -su ídolo de niño-, Nino Arrúa, Jorge Valdano o Pichi Alonso, con el que hizo una gran amistad.  
Al término de la temporada 1980-81 fue fichado por el F. C. Barcelona, que buscaba en él al sustituto de Juan Manuel Asensi. En uno de sus primeros partidos con el equipo culé, llamó la atención al impedir brillar a Diego Armando Maradona en el partido homenaje a Carles Rexach que el Barcelona jugó con la selección argentina (1-9-1981). En el equipo catalán jugó durante siete temporadas, en las que coincidió, entre otros, con jugadores como Schuster y Maradona, al lado de los que formó un centro del campo inolvidable y con los que protagonizó jugadas tan recordadas como aquella en la que, tras un largo pase de Schuster y un recorte y asistencia de Maradona, Víctor logró el primer gol de la victoria por 2-1 del Barcelona ante el Real Madrid, en la final de la Copa del Rey disputada el 4 de junio de 1983 en, precisamente, la Romareda de Zaragoza. 
Entre 1981 y 1988 fue titular indiscutible de la Selección Nacional, en la que jugó 60 partidos. Participó en las eurocopas de Francia (1984) y Alemania (1988), y en el Mundial de Méjico (1986). 
En 1988 fue contratado por uno de los equipos más destacados de la liga italiana, el Sampdoria, en el que, al lado de futbolistas como Cerezo, Mancini o Vialli cumplió dos notables temporadas. Su trayectoria internacional se prolongó en el club escocés del Saint Mirren en la temporada 1990-1991. Avanzada esa campaña, fue reclamado por el Real Zaragoza, que se encontraba en peligro de descenso, y su aportación resultó crucial para que el equipo mantuviera la categoría, especialmente en el encuentro de vuelta de la promoción que jugó contra el Murcia (Zaragoza, 5-Murcia, 2), que supuso su retirada como futbolista (19-VI-1991). 
Tras un fugaz paso como director deportivo del Real Zaragoza (1992-1993) -durante el que decidió la contratación de Nayim, autor el 10 de mayo de 1995 del increíble gol que, en el último instante de la prórroga, dio la Recopa al Zaragoza ante el Arsenal- en febrero de 1995 pasó a entrenar al Mallorca, con el que desarrolló un excelente tercio final de campeonato y al que estuvo a punto de ascender a Primera División. Al final de la temporada 1996-1997, cuando el Mallorca se mantenía como líder de la Segunda División, fue incomprensiblemente destituido. La temporada 1997-1998 continuó su labor de entrenador en el Logroñés. Dirigió luego al Lleida, hasta junio de 2000, cuando fichó por el Villarreal, con el que debutará en Primera División como entrenador. 
Con el Barcelona logró la Liga (1985), la Recopa de Europa (1982), la Copa de la Liga (1984), la Copa del Rey (1983 y 1988) y fue subcampeón de la Copa de Europa (1986). Con el Sampdoria consiguió la Copa de Italia (1989), la Recopa de Europa (1990) y fue subcampeón de la Recopa de Europa (1989). Con la selección española se proclamó subcampeón de Europa en la Eurocopa de Naciones celebrada en Francia en 1984. 
Su ilustre carrera deportiva lo convierte en el futbolista aragonés más importante de todos los tiempos.

### Como entrenador
Inicios
Desde mitad de los años 90 es entrenador de fútbol. Debutó dirigiendo al RCD Mallorca, pero fue destituido pese a tener al equipo en puestos de ascenso. Luego se hizo cargo del CD Logroñés, que también terminó despidiéndole al término de la primera vuelta de la Liga por los malos resultados. También entrenó a UE Lleida y Villarreal CF.
Real Zaragoza
En enero de 2004, se incorporó al Real Zaragoza. Al mando del equipo aragonés, obtuvo una Copa del Rey y una Supercopa de España, todas ganadas en el año 2004; y llegó a otra final de Copa en 2006, que perdió (4-1) ante el RCD Español, después de una extraordinaria trayectoria en esa competición, que le llevó a eliminar al Barcelona, el Atlético de Madrid y el Real Madrid, a quien, el 8 de febrero de 2006 en La Romareda, derrotó por 6-1, en uno de los partidos más brillantes de la historia del club. Abandonó el club en 2006, después de lograr la salvación por tercera temporada consecutiva.En 2024 permanece como el entrenador que ha logrado los últimos títulos del Real Zaragoza.
Panathinaikos
En octubre de 2006, firmó como nuevo técnico del Panathinaikos FC de la Super Liga de Grecia, que terminó tercero en el campeonato heleno y fue subcampeón de la Copa. Muñoz no siguió en la entidad al término de la temporada.
Recreativo de Huelva
El 4 de julio de 2007, empezó a dirigir al Recreativo de Huelva; pero fue despedido el 4 de febrero de 2008, tras los malos resultados cosechados (el equipo onubense andaba penúltimo tras la 22.ª jornada de Liga).
Getafe CF
En la temporada 2008/2009, se hizo cargo del Getafe CF, al que entrenó hasta el 27 de abril de 2009, cuando fue destituido tras tres derrotas consecutivas ante FC Barcelona, Real Madrid y Villarreal C.F., situándose a un punto de las posiciones de descenso de categoría a 5 jornadas de la finalización del campeonato.
Comentarista
El 28 de agosto de 2010, se anunció su incorporación a Gol T para comentar los partidos del canal de Mediapro.
Neuchâtel Xamax
En septiembre de 2011, pasó a ser el entrenador del equipo suizo Neuchâtel Xamax, cargo que ocupó hasta enero de 2012, cuando dicho equipo fue expulsado de la competición.
FC Sion
En diciembre de 2012, firmó por el FC Sion suizo, siendo despedido en febrero de 2013.
Regreso al Zaragoza
El 19 de marzo de 2014 volvió a los banquillos, siendo contratado por el Real Zaragoza. Se hizo cargo del equipo de su ciudad cuando ocupaba el 12.º puesto tras 30 jornadas, y concluyó la Liga como 14.º clasificado. Muñoz comenzó la temporada 2014-15 en el banquillo de La Romareda, pero acabó siendo cesado en sus funciones el 24 de noviembre, después de 4 partidos sin ganar, aunque el equipo aragonés estaba a un punto de los puestos de promoción de ascenso y exhibía un fútbol atractivo.Lo sustituyó el técnico serbio Ranko Popovic y el Zaragoza, aunque disputó el play off, no logró el ascenso. Para muchos analistas, el despido desafortunado de Víctor como entrenador fue la pérdida de una gran oportunidad para lograr el ansiado regreso a la Primera División y de no prolongar durante más tiempo la etapa más nefasta de la historia del Real Zaragoza, un equipo histórico que permanece en Segunda División desde la temporada 2013-14.  
Aventura en China
En 2018 formó parte del proyecto deportivo de la BS University, universidad situada en Hebei, para ayudar a alcanzar el profesionalismo o llegar a la selección olímpica china.

## Selección nacional
El 24 de septiembre de 1978, su excepcional actuación en la victoria del Real Zaragoza ante el Atlético de Madrid (4-3) llamó la atención del seleccionador Ladislao Kubala, que seguía el partido en La Romareda y citó a Víctor en la siguiente convocatoria. Víctor tenía 21 años. Jugó en las categorías inferiores de la selección y en el equipo que disputó las Olimpiadas de Moscú de 1980. Luego, entre 1981 y 1988, Víctor brilló como titular habitual de la selección española absoluta, con la que jugó 60 partidos, con José Emilio Santamaría y Miguel Muñoz de entrenadores y al lado de otros jugadores muy emblemáticos de los años 80 como Arconada, Zubizarreta, Camacho, Julio Alberto, Zamora, Maceda, Goicoechea, Juanito, Santillana, Señor, Rincón, Gordillo, Carrasco, Michel o Butragueño. El 25 de marzo de 1981 en su debut ante Inglaterra, anuló a Kevin Keegan, la estrella del equipo inglés, y contribuyó a la victoria de España (1-2), la única vez en la historia que España ha vencido a Inglaterra en Wembley. Jugó en el Mundial de México en 1986, en la Eurocopa de Francia de 1984 y en la de Alemania en 1988. El 21 de diciembre de 1983 su participación resultó decisiva en uno de los encuentros más importantes de la historia de la Selección, la mítica goleada a Malta (12-1) que supuso la clasificación de España para Eurocopa de Francia de 1984, donde España logró el subcampeonato.  

### Participaciones en Copas del Mundo
| Mundial                        | Sede   | Resultado        |
| ------------------------------ | ------ | ---------------- |
| Copa Mundial de Fútbol de 1982 | España | Fase de grupos   |
| Copa Mundial de Fútbol de 1986 | México | Cuartos de final |

## Clubes

### Como jugador
| Club               | País    | Año       |
| ------------------ | ------- | --------- |
| Deportivo Aragón   | España  | 1975-1976 |
| Real Zaragoza      | España  | 1976-1981 |
| F. C. Barcelona    | España  | 1981-1988 |
| U. C. Sampdoria    | Italia  | 1988-1990 |
| Saint Mirren F. C. | Escocia | 1990-1991 |
| Real Zaragoza      | España  | 1990-1991 |

### Como entrenador
| Club                       | País   | Año       |
| -------------------------- | ------ | --------- |
| R. C. D. Mallorca          | España | 1996-1997 |
| C. D. Logroñés             | España | 1997      |
| U. E. Lleida               | España | 1998-2000 |
| Villarreal C. F.           | España | 2000-2002 |
| Real Zaragoza              | España | 2004-2006 |
| Panathinaikos F. C.        | Grecia | 2006-2007 |
| R. C. Recreativo de Huelva | España | 2007-2008 |
| Getafe C. F.               | España | 2008-2009 |
| Neuchâtel Xamax F. C.      | Suiza  | 2011-2012 |
| F. C. Sion                 | Suiza  | 2013      |
| Real Zaragoza              | España | 2014      |
| BS University              | China  | 2018      |

## Palmarés

### Como jugador

#### Campeonatos nacionales
| Título              | Club            | País   | Año       |
| ------------------- | --------------- | ------ | --------- |
| Copa del Rey        | F. C. Barcelona | España | 1980-1981 |
| Copa de la Liga     | F. C. Barcelona | España | 1983      |
| Copa del Rey        | F. C. Barcelona | España | 1982-83   |
| Supercopa de España | F. C. Barcelona | España | 1983      |
| Liga española       | F. C. Barcelona | España | 1985      |
| Copa del Rey        | F. C. Barcelona | España | 1987-88   |
| Copa Italia         | U. C. Sampdoria | Italia | 1988-89   |

#### Copas internacionales
| Título           | Club            | País   | Año     |
| ---------------- | --------------- | ------ | ------- |
| Recopa de Europa | F. C. Barcelona | España | 1981-82 |
| Recopa de Europa | U. C. Sampdoria | Italia | 1989-90 |

### Como entrenador

#### Campeonatos nacionales
| Título              | Club          | País   | Año     |
| ------------------- | ------------- | ------ | ------- |
| Copa del Rey        | Real Zaragoza | España | 2003-04 |
| Supercopa de España | Real Zaragoza | España | 2004    |